# Marco Krainz
Marco Krainz (* 17. Mai 1997) ist ein österreichischer Fußballspieler.

## Karriere
Krainz begann seine Karriere in der AKA Austria Wien. 2015 wechselte er zum SC Austria Lustenau. Sein Profidebüt gab er am 15. Spieltag 2015/16 gegen den FC Wacker Innsbruck.
Nach viereinhalb Jahren bei Lustenau wechselte er im Jänner 2020 zum Ligakonkurrenten Floridsdorfer AC. Bis Saisonende kam er zu zehn Einsätzen für die Wiener. Nach der Saison 2019/20 hätte er den Verein wieder verlassen sollen. Kurz vor Saisonbeginn wurde sein Vertrag Ende August 2020 doch noch bis Juni 2021 verlängert. Nach insgesamt 36 Zweitligaeinsätzen verließ er den Verein nach der Saison 2020/21. Wie schon in der Vorsaison verlängerte er nach seiner Verabschiedung im Juli 2021, zwei Tage vor Saisonbeginn, doch noch um eine weitere Spielzeit. Nach der Saison 2021/22 verließ er die Wiener dann aber endgültig nach 29 weiteren Zweitligapartien.
Daraufhin wechselte er zur im August 2022 zum Ligakonkurrenten FC Blau-Weiß Linz, bei dem er einen bis Juni 2024 laufenden Vertrag erhielt. Für Linz absolvierte er bis Saisonende 17 Zweitligaspiele, mit dem Team stieg er in die Bundesliga auf. Im Oberhaus machte er in der Saison 2023/24 31 Spiele, lediglich eine Partie verpasste er gesperrt. Nach seinem Vertragsende verließ er Blau-Weiß nach der Saison 2023/24.
Im September 2024 wechselte Krainz anschließend nach Zypern zu Enosis Neon Paralimni.